# Hermann Hug
Hermann Hug (* 2. Juli 1825 in Karlsruhe; † 30. September 1888 in Plainpalais, heute Teil der Stadt Genf) war ein deutscher Revolutionär.

## Leben
Hermann Hug wurde als Sohn des Hoffouriers François Simon Hug und Ernestine (geb. Nicola) in Karlsruhe geboren. Er besuchte das dortige Polytechnikum und wurde im Wintersemester 1843/44 Mitglied der Burschenschaft Teutonia.
Hermann Hug war an der badischen Revolution beteiligt. Er wurde zum Präsidenten des Volksvereins in Zell im Wiesental gewählt und nahm als Abgeordneter an der Volksversammlung in Offenburg teil. Hermann Hug war Hauptmann bzw. Bannerführer der Bürgerwehr in Zell. Danach wurde er Kommandant der Bezirkswehrmannschaft von Schönau. Am 29. Juni 1849 führte er den bewaffneten Auszug nach Freiburg im Breisgau, unter Anordnung von Zivilkommissär Maier.
Wegen seiner Beteiligung an der Revolution wurde Hermann Hug steckbrieflich gesucht. 1850 wurde ihm das Staatsbürgerrecht aberkannt. Am 12. Oktober 1850 wurde er vom Hofgericht Freiburg wegen Hochverrat zu drei bzw. zwei Jahren Zuchthaus verurteilt.
Hermann Hug flüchtete nach Genf und war dort als Ingenieur tätig. 1856 wurde er in der Schweiz eingebürgert. Er baute das Gebäude der Freimaurerloge Temple Unique. Dieses wurde später zur katholischen Kirche Sacré-Cœur umfunktioniert. 1866 heiratete er Jeanne Marie Monachon.